# 三ツ石 (朽木村)
三ツ石（みツいし）は、滋賀県高島市（旧高島郡朽木村）にある、巨大な三つの岩。また、その周辺地域を指しても用いられる。岩があるのは琵琶湖に流れ込む安曇川の支流・北川である。

## 名前の由来
三つの大きな岩からなることに因む。なお、座るカエルにも見えることから蛙石とも呼ばれる。

## その他
浅井氏と朝倉氏から逃れるために織田信長が隠れたとされる「信長隠れ岩」が、国道を挟んだ向かい側にある。
三ツ岩があるために、洪水の際、国道への被害は少なく済んでいる。